# Tinkling Smile
〈Tinkling Smile〉(ティンクリン・スマイル 팅크린 스마이루[*])는 오구라 유이의 4번째 싱글로 2014년 8월 13일에 킹레코드에서 발매됐다.

## 싱글 발매
2014년 8월 13일에 킹레코드에서 발매됐다. 오구라의 싱글로는 전작 〈Charming Do!〉 이래 약 7개월만의 발매가 된다.
판매형태는 기간한정반(KICM-91493)과 통상반(KICM-1493)의 2종류가 밸매되며, 기간한정반에는 PV를 담은 DVD가 동봉되고 있다. 한편, 디스크 자켓은 숲의 요정을 이미지하고 있지만, 촬영은 산이나 숲이 아니라 하우우 스튜디오를 모티브로 한 가구를 설치하는 것으로 산적인 공간을 연출했다고 한다。
2번째 곡 〈thx!!〉(サンクス 산크스[*])는 발매일과 같은 애니메이션에서 오구라가 연기하는 아오바 코코나의 생일, 오구라 자신의 생일이 가깝기 때문에, 오구라 유이의 감사한 기분을 노래하고 있다.

## 수록 내용
| #            | 제목                                | 작사              | 작곡          | 편곡                     | 재생 시간 |
| ------------ | ----------------------------------- | ----------------- | ------------- | ------------------------ | --------- |
| 1.           | 〈Tinkling Smile〉                  | 이소가이 요시에   | 오노 타카미츠 | 오쿠보 카오루            | 3:45      |
| 2.           | 〈thx!!〉                           | 마에야마다 켄이치 | CHI-MEY       | 오쿠보 토모히로, CHI-MEY | 4:13      |
| 3.           | 〈Tinkling Smile (off vocal ver.)〉 |                   |               |                          | 3:45      |
| 4.           | 〈thx!! (off vocal ver.)〉          |                   |               |                          | 4:12      |
| 총 재생 시간 | 총 재생 시간                        | 총 재생 시간      | 총 재생 시간  | 총 재생 시간             | 15:56     |

| #  | 제목                            | 재생 시간 |
| -- | ------------------------------- | --------- |
| 1. | 〈Tinkling Smile〉 (뮤직비디오) | 3:48      |

## 차트
| 차트(2014년)              | 최고 순위 |
| ------------------------- | --------- |
| 오리콘                    | 12        |
| 빌보드 재팬 핫 100        | 23        |
| 빌보드 재팬 핫 애니메이션 | 7         |
| 빌보드 재팬 핫 싱글 세일  | 8         |
| 사운드 스캔 재팬          | 8         |

## 출전
1. 1 2  “Tinkling Smile ［CD+DVD］＜期間限定盤＞” [Tinkling Smile ［CD+DVD］＜기간한정반＞]. 타워레코드. 2014년 8월 11일에 확인함.
2. 1 2  성우 그랑프리 & 9월호, 58쪽.
3. ↑  《Tinkling Smile》 (뮤직비디오) (일본어). 아이튠즈. 2014년 8월 13일. 2014년 8월 20일에 확인함.
4. ↑  “Tinkling Smile（期間限定盤）” [Tinkling Smile (기간한정반)]. 《오리콘 스타일》. 오리콘. 2014년 8월 20일에 확인함.
5. ↑  “Billboard Japan Hot 100 2014/08/25 付け”. 《빌보드 재팬》. 한신 컨텐츠 링크. 2014년 8월 20일에 확인함.
6. ↑  “Billboard Japan Hot Animation 2014/08/25 付け”. 《빌보드 재팬》. 한신 컨텐츠 링크. 2014년 8월 20일에 확인함.
7. ↑  “Billboard Japan Hot Singles Sales 2014/08/25 付け”. 《빌보드 재팬》. 한신 컨텐츠 링크. 2014년 8월 20일에 확인함.
8. ↑  “週間 CDソフト TOP20 シングル ランキング TOP20 2014年8月11日〜2014年8月17日 調査分” [주간 CD소프트 TOP20 싱글 랭킹 TOP20 2014년 8월 11일 ~ 2014년 8월 17일 조사분]. 《Phile-web》. 음원출판. 2014년 8월 20일에 확인함.

## 참고 문헌
- 나카가미 요시카츠 (2014년 8월 9일). “小倉唯 "今しかできないこと" に、どんどん挑戦していきたいです。” [오구라 유이 "지금조차 할 수 없는 것"에, 점점 도전해가고 싶어요.]. 《성우 그랑프리》 (일본어) (부부의 친구사) (2014년 9월호).
- “小倉唯 唯ちゃんから届いた煌めく笑顔と歌のプレゼント” [오구라 유이 유이양으로부터 도달한 반짝이는 미소와 노래의 선물]. 《성우 애니미디어》 (일본어) (학연 퍼플리싱) (2014년 9월호). 2014년 8월 9일.
- “友情というテーマを美しく描き出す「Tinkling Smile」” [우정이라는 테마를 아름답게 그려내는 〈Tinkling Smile〉]. 《리스애니!》 (일본어) (엠온 엔터테인먼트). Vol.18. 2014년 8월 8일. ISBN 978-4-78-977215-0.